# پلاشوفیلیا

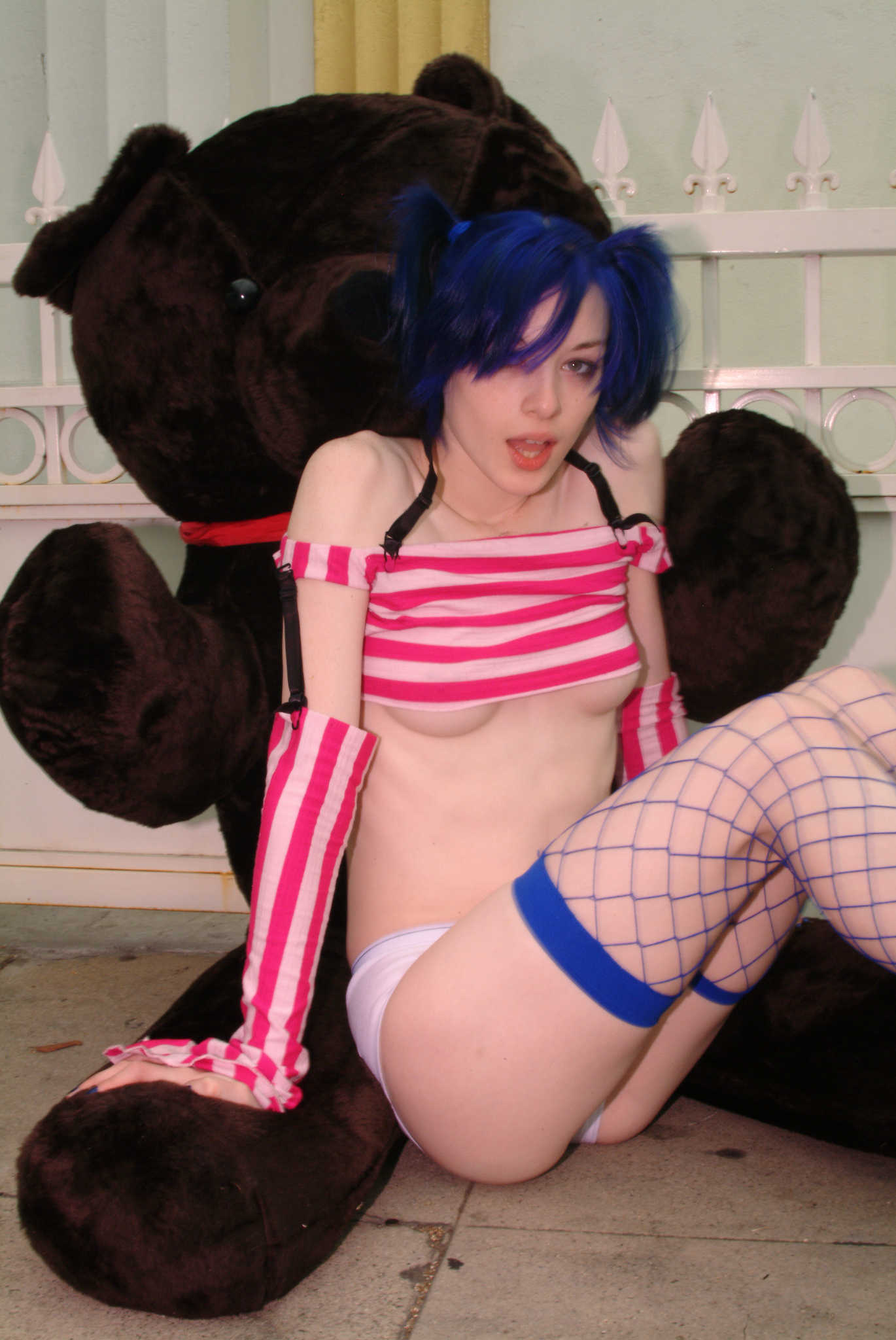
افرادی که تجربه پلاشوفیلیا دارند، به حیوانات اسباب‌بازی عروسکی نگاه جنسی می‌کنند.

پلاشوفیلیا (انگلیسی: Plushophilia) (برگرفته از واژگان مخمل خواب‌دار (plushie) و عشق به زبان یونانی (philia-))، نوعی انحراف جنسی است که شامل حیوانات اسباب بازی عروسکی (با ساختاری پر شده با پنبه یا الیاف مصنوعی، معمولاً از جنس مخمل) است. بسیاری از پلاشوفیل‌ها، با یک سوراخ یا سوراخ‌هایی شبیه به چیزهایی که در اسباب‌بازی جنسی یافت می‌شود، عروسک‌های خود را تغییر می‌دهند تا بتوانند با آن آمیزش جنسی داشته باشند.